# Eggstedt
Eggstedt er en by og kommune i det nordlige Tyskland, beliggende i Amt Burg-Sankt Michaelisdonn under Kreis Dithmarschen. Kreis Dithmarschen ligger i den sydvestlige del af delstaten Slesvig-Holsten.

## Geografi
Kommunen ligger lidt vest for Nord-Ostsee-Kanal, og nås fra afkørsel Schafstedt på Bundesautobahn 23.
Eggstedt Kommune består ud over selve Eggstedt, af bebyggelserne Eggstedter Holz, Eggstedterdamm, Eggstedter Moor og Eggstedter Feld.

### Nabokommuner
Nabokommuner er (med uret fra nord) kommunerne Schafstedt (i Kreis Dithmarschen), Holstenniendorf (i Kreis Steinburg) samt Hochdonn, Großenrade, Süderhastedt og Krumstedt (alle i Kreis Dithmarschen).